# Ессаїд Белькалєм
Ессаїд Белькалєм (араб. السعيد بلكالام, нар. 1 січня 1989, Мекла, вілаєт Тізі-Узу) — алжирський футболіст, захисник національної збірної Алжиру.
Виступав, зокрема, за «Кабілію» та «Трабзонспор».

## Клубна кар'єра
Народився 1 січня 1989 року. Вихованець футбольної школи клубу «Кабілія». Дорослу футбольну кар'єру розпочав 2008 року в основній команді того ж клубу, в якій провів п'ять сезонів, взявши участь у 83 матчах чемпіонату.
Своєю грою за цю команду привернув увагу представників тренерського штабу іспанської «Гранади», до складу якого приєднався у червні 2013 року на правах вільного агента. Не провівши жодної гри за команду свого нового клубу, у серпні 2013 року був орендований англійським «Вотфордом». Перший матч за «Вотфорд» Белькалєм зіграв 28 серпня 2013 року в Кубку Ліги проти «Борнмута» (2:0), провівши на полі всі 90 хвилин. 14 вересня 2013 року він вперше вийшов на поле в чемпіонаті в матчі з «Чарльтоном» (1:1).
По закінченні оренди, «Вотфорд» скористався пунктом орендного контракту та підписав контракт з гравцем на постійній основі, відразу після чого віддав гравця в оренду в турецький «Трабзонспор», куди його запросив головний тренер, колишній очільник національної збірної Алжиру Вахід Халілходжич. У Туреччині гравець провів один сезон, після чого влітку 2015 повернувся до «Вотфорда», який того літа піднявся до Прем'єр-ліги. Втім, він не входив до планів нового тренера та не зіграв жодного матчу в сезоні 2015/16.
У пошуках часу гри у вересні 2016 Белькалєм залишив Англію та погодився на перехід до клубу французької Ліги 2 «Орлеан». У команді з Орлеана він провів один сезон, зігравши 29 матчів у всіх змаганнях.
Після півроку без клубу Белькалєм повернувся на батьківщину, де в січні 2018 підписав контракт до літа 2019 з рідним клубом «Кабілія», в якому одразу став капітаном команди. Втім, вже влітку 2018 він залишив клуб, щоб перейти до англійського Чемпіоншипа.

## Виступи за збірні
Протягом 2007–2010 років залучався до складу молодіжної збірної Алжиру. На молодіжному рівні зіграв у 8 офіційних матчах, забив 1 гол.
2012 року дебютував в офіційних матчах у складі національної збірної Алжиру.
У складі збірної був учасником Кубка африканських націй 2013 року у ПАР.
У червні 2014 року включений тренером Вахідом Халілходжичем до складу збірної для участі в фінальному турнірі чемпіонату світу 2014 року. На турнірі взяв участь у трьох матчах — іграх групового турніру проти Кореї та Росії та матчі 1/8 фіналу з Німеччиною.
Наразі провів у формі головної команди країни 12 матчів.

## Досягнення
- Чемпіон Алжиру: 2007/08
- Володар Кубка Алжиру: 2010/11